# 어바웃 어 보이
《어바웃 어 보이》(영어: About a Boy)는 2002년에 개봉한 코미디 드라마 영화로, 크리스 와이츠, 폴 와이츠 형제가 감독을 맡고 피터 헤지스와 공동 각본을 썼다. 1998년에 출판된 닉 혼비의 동명 소설을 각색하였으며, 휴 그랜트, 니컬러스 홀트, 토니 콜렛, 레이철 바이스 등이 출연했다. 이 영화는 두 보이스오버를 사용해 중심인물 윌과 마커스의 생각을 관객들에게 들려준다.
2003년 제75회 아카데미상 각색상 후보에 올랐다. 또한 그랜트와 콜렛의 연기가 높게 평가되어 제60회 골든 글로브상과 제56회 영국 아카데미 영화상 연기상에 후보 지명되었다.

## 줄거리
윌 프리먼(휴 그랜트 분)은 결혼 따위는 생각하지 않고 자유로운 연애를 즐기는 바람둥이 노총각이다. 윌은 어느 날 친구에게 소개받은 싱글맘에게 마음을 뺏겼다가 차이고 나서야 싱글맘이 자신의 자유로운 연애관과 딱 맞아떨어지는 부담 없는 존재란 사실을 깨닫게 된다.
결국 윌은 맘에 드는 싱글맘을 직접 찾아 나서기 위해 ‘홀로 아이를 키우는 부모들의 모임’(SPAT)에 아이가 있다고 속이고 참가한다. 윌은 이곳에서 눈독 들인 싱글맘에게 접근했다가 그녀의 친구 아들인 마커스(니컬러스 홀트 분)를 만나게 되면서 인생이 꼬이기 시작한다.
마커스의 엄마인 피오나 또한 싱글맘인데, 심한 우울증으로 자살 시도를 했다가 마커스를 집에 데려다 주던 윌에게 발견돼 간신히 목숨을 건지게 된다. 마커스는 엄마 피오나를 돌봐줄 누군가 필요하다고 생각하다가 윌을 피오나의 새 남자친구감으로 점찍는다.
며칠 동안 윌의 뒤를 밟은 마커스는 윌에게 아이가 없다는 사실을 알아내고 이를 빌미로 윌의 집을 드나들며 피오나와 사귈 것을 강요하지만 피오나는 윌이 찾던 여자는 아니었다. 윌은 마커스의 짓궂은 협박을 영 못마땅해 하면서도 마커스가 학교에서 왕따라는 걸 알게 되자 마커스에게 운동화까지 사주면서 아빠 노릇을 하는데...

## 출연진
- 휴 그랜트 - 윌 프리먼 역
- 니컬러스 홀트 - 마커스 브루어 역
- 토니 콜렛 - 피오나 브루어 역
- 레이철 바이스 - 레이철 역
- 너탤리아 테나 - 엘리 역
- 샤론 스몰 - 크리스틴 역
- 니컬러스 허친슨 - 존 역
- 빅토리아 스머핏 - 수지 역
- 이저벨 브룩 - 앤지 역
- 제니 갤러웨이 - 프랜시스 / SPAT 회원 역
- 오거스터스 프루 - 앨리 역
- 팀 라이스 - 본인 역
- 벤 리지웨이 - 불량아 리 역

## 우리말 녹음
| MBC 성우진 - 김영선 - 윌(휴 그랜트) - 이미자 - 마커스(니컬러스 홀트) - 손정아 - 피오나(토니 콜렛) - 이선주 - 앨리(오거스터스 프루) - 김호성 - 클라이브(마크 드루리) - 윤성혜 - 니키(존 카말) - 박선영 - 레이철(레이철 바이스) - 김기철 - 존 (니컬러스 허친슨) - 김지영 - 크리스틴(샤론 스몰) - 배정민 - 앤지(이저벨 브룩) - 이원찬 - 차머스(로저 브라이얼리) - 방성준 - 관리인 - 조현정 - 마크(조너선 프랭클린) - 이민하 - 엘리(너탤리아 테나) - 유상우 - 프랜시스(제니 갤러웨이) - 한경화 - 선생님(테사 베일) - 김두희 - 소년 1 - 류승곤 - 소년 2 | EBS 제작진 - 기획 - 권혁미 - 프로듀서 - 심예원 - 번역 - 강준환 - 감수 - 김동수 - CG - 곽서정 - 기술감독 - 김정수 - 우리말 연출 - 강민화 - 기획 - EBS - 우리말 제작 - 벼리기획 |  |